# 阿曼拜省
阿曼拜省 （西班牙語：Amambay）是巴拉圭的一個省，位於該國東北部。面積12,933 平方公里，2002年人口113,888人。首府佩德羅胡安卡瓦列羅。
下分3縣。